# Sistema de miralls giratoris

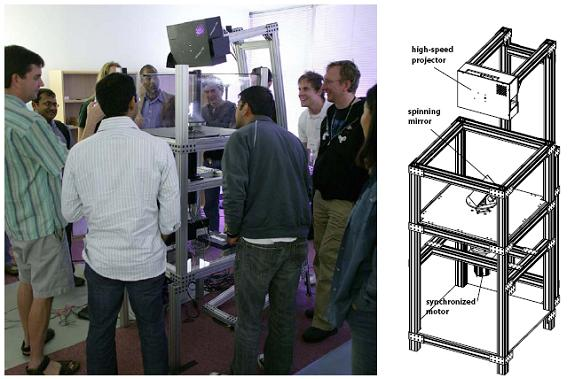
Figura 1: Esquema i imatge on es mostra el sistema del mirall giratori juntament amb el motor sincronitzat que utilitza per al seu moviment juntament amb un projector d'alta velocitat.

Es tracta d'uns miralls utilitzats per a generar gràfics 3D interactius i autoestereoscòpics a múltiples espectadors simultanis al voltant de la pantalla, ja que podem generar una visió diferent a cada espectador depenent de l'angle de visió que tingui sobre la pantalla.
Gràcies al fet que aquests miralls són mòbils i giratoris podem crear perspectives diferents en els 360 graus al seu al voltant, per tant seran usats en sistemes que busquin crear imatges omnidireccionals. A més, s'ajusten a possibles sistemes multivisió, per tant produiran una interpretació correcta del camp de llum encara que l'espectador potencial se situï a més o menys distància o a més o menys altura.
Si els combinem amb un projector de vídeo d'alta velocitat i una circuiteria encarregada de descodificar adequats, podem arribar a aconseguir perspectives diferents fins a en cada 1,25 graus.

## Sistema de miralls giratoris

### Motivació
Els antecessors sistemes volumètrics projectaven les imatges en un plànol difús de rotació, d'aquesta manera, la llum quedava dispersada en totes direccions. Per desgràcia, aquests displays no podien recrear efectes dependents com per exemple l'oclusió. Es creava, per tant, la necessitat de crear un sistema que fos capaç de solucionar contratemps com aquest, però al mateix temps tingués una fàcil implementació i fes que la seva instal·lació sobre sistemes fos senzilla. D'aquesta manera, es va crear un Sistema de miralls giratoris cobert per un difusor hologràfic anisotròpic.

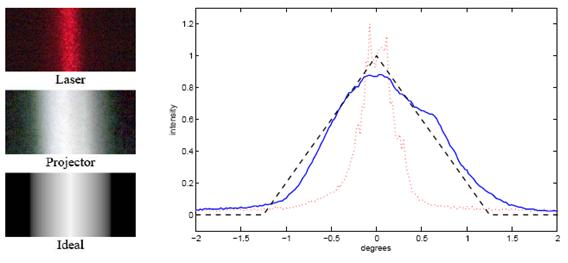
Figura 2: característiques de reflectància anisotròpica del sistema de miralls.
•Esquerra: Fotografies d'un raig laser i una fina línia del projector de vídeo reflectida en el difusor hologràfic i el mirall. L'amplària horitzontal total en cada imatge és de quatre graus. La imatge inferior mostra l'ideal de difusió d'interpolació bilineal, la ràdio de la qual coincideix amb la separació angular de 1,25º de les vistes successives de la pantalla.
•Dreta: Gràfics dels perfils d'intensitat horitzontal de les imatges de l'esquerra. En vermell el laser, en blau el projector i el negre la ideal (interpolació bilineal).

### Funcionament
El mirall reflecteix la superfície de cada píxel projectat en una estreta gamma de punts de vista. Gràcies al difusor hologràfic podem controlar l'ample i l'altura d'aquesta regió. Aquest difusor ens crea una relació de difusió entre x i y d'aproximadament 1:200.
Horitzontalment, la superfície és considerablement especular per a mantenir una separació igual en graus entre els diferent punts de vista. Verticalment, el mirall es dispersa àmpliament perquè la imatge projectada es pugui veure des de pràcticament qualsevol altura.
El perfil horitzontal del lòbul especular és aproximadament una interpolació bilineal entre els diferents punts de vista adjacents. El moviment del mirall afegeix algunes línies addicionals borroses que milloren la reproducció d'imatges de mig to a costa de la resolució angular.

### Muntatge
El difusor hologràfic anisotròpic i el mirall estan muntats en un panell de fibra de carboni i connectat a un volant d'inèrcia d'alumini de 45 graus. El volant gira de forma sincronia respecte a les imatges mostrades pel projector.

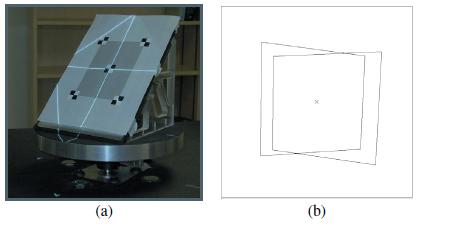
Figura 3: a) marcadors utilitzats per a la determinació de la matriu de projecció.
b) Els quatre cantons que veu el projector amb el mirall a 0 graus i a 180 graus.

### Sincronització en un sistema
Atès que la taxa de fotogrames a la sortida de la targeta gràfica d'un PC no és sempre constant i no pot ser ajustat sobre la marxa, s'utilitza la sortida de vídeo del PC com el senyal principal (màster) per a la sincronització del sistema. El projector d'alta velocitat també crea senyals de codificació de la velocitat del quadre (frame) actual. Aquests senyals de control de sincronisme s'envien directament a un sistema de motor intel·ligent (P. ex. Animatics SM3420D) que ens assegura que la velocitat de moviment del motor del mirall es mantingui sincronitzat amb els senyals que s'envien des del projector.
Com el mirall gira fins a 20 vegades per segon, la persistència de la visió crea la il·lusió d'un objecte flotant en el centre del mirall.

### Projecció de gràfics en la pantalla

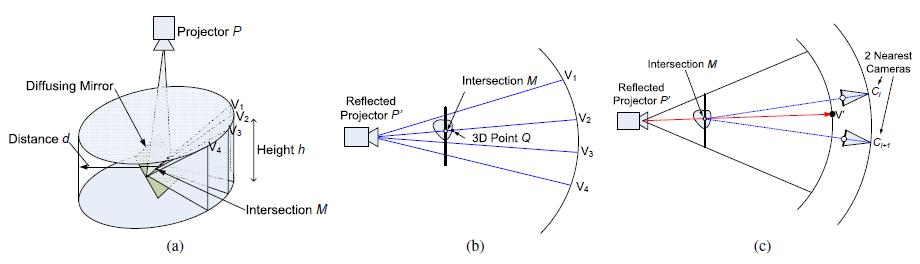
Figura 4: a) Intersecció d'un raig difús de llum vertical amb els punts de vista (V) al voltant en forma de cercle.
b) Vista des de dalt, els rajos divergeixen en el mirall reflectint un punt nodal per a cadascun dels múltiples punts de vista. El punt de vista corresponent a Q es troba en el vèrtex de la intersecció entre el llamp de P’Q i el cercle de visió V.
c) Quan preprocessem un camp de llum, V’ determina el punt de vista horitzontal més proper a la nostra mostra.

En aquesta secció definirem com fer una escena en 3D per a mostrar una perspectiva correcta, utilitzant la prestació de scanline o traçat de rajos. Suposem que el mirall giratori se centra en l'origen i que el seu eix de rotació és l'eix Y vertical, amb el projector de vídeo en el punt P per sobre del mirall com en la figura superior. Suposem, a més, que el punt de vista que volem obtenir està a una altura h i a una distància d de l'eix Y. Per la simetria de rotació del nostre sistema, podem produir imatges de perspectiva correcta per a qualsevol posició de visualització en el cercle definit per h, V i D, creant imatges binoculars, ja que H i D seran similars per a ambdós ulls. En la pràctica, el conjunt de punts de vista de la perspectiva que delimita V no té per què ser un cercle continu, sinó que poden passar a través d'una varietat de posicions de seguiment a diferents distàncies i altures.

## Sistema de doble mirall giratori

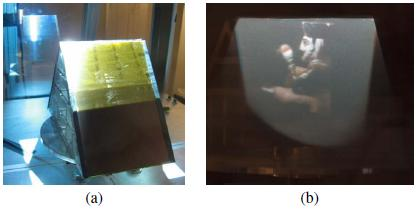
Figura 5: a) Tenda de dos miralls per a mostrar les imatges en color usant filtres cian i taronja sota els difusors.
b) Una fotografia en color de les imatges que s'aconsegueixen amb aquest sistema.

Gràcies a aquest senzill sistema podem generar versions en color de les nostres imatges. Com es pot apreciar en la imatge de la dreta necessitem tenir un sistema de dos miralls en forma de tenda de campanya.
En cada costat de la tenda, es col·loca un filtre de color entre el difusor de la pel·lícula hologràfica i el primer mirall de la superfície, d'aquesta manera evitem la introducció de reflexos especulars.
Els filtres usats són un filtre cian per a un costat i un filtre taronja per a l'altre, d'aquesta manera aconseguim la divisió aproximada de l'espectre visible de manera uniforme en longituds d'ona curtes i llargues. Es converteixen els colors RGB a un sistema de taronja i cian i són projectats.
Per a aconseguir el color, és necessari calibrar cada plànol del sistema de miralls de forma independent. Després, es fa la imatge en dues parts, una per al costat del filtre taronja i altra per al costat del filtre cian, d'aquesta manera el procés de calibratge s'assegura que cada costat es renderitzi per a tots els punts de vista. L'efecte per a l'espectador és similar al sistema Kinemacolor 2 de cinema en color i l'elecció de filtres permet la reproducció de color per al seu ús en moltes escenes.
A part d'assolir el color, el sistema de doble mirall duplica el nombre d'imatges per segon que es mostren als espectadors, permetent que la velocitat seqüencial dels fotogrames sigui molt més estable que en el sistema monocroma.

## Aplicacions
•Sistema Maeda [Maeda, 2003]: es basa en un sistema d'un monitor LCD giratori. La massa d'aquest monitor limita la taxa d'actualització, permetent solament cinc revolucions per segon, aconseguint solament cinc punts de vista independents.
•Sistema Transpost [Otsuka, 2006]: realitza 24 imatges en tota la vora exterior del vídeo projectat i reflecteix aquestes imatges en una pantalla anisotròpica de rotació ràpida usant un cercle creat per diferents cares de miralls.
•Videoconferència 3D [Califòrnia, 2009]: Es basa en una estructura composta per dos miralls en els quals es reflecteixen les imatges i creen perspectives diferents al voltant dels seus 360 graus.

## Articles i llibres
- TRAVIS, A. R. L. 1997. The display of three-dimensional video images.
- ENDO, T., KAJIKI, Y., HONDA, T., AND SATO, M. 2000. Cylindrical 3D video display observable from all directions.
- DODGSON, N. A. 2005. Autostereoscopic 3D displays.
- MCDOWALL, I., AND BOLAS, M. 2005. Display, sensing, and control applications for digital micromirror displays.
- FAVALORA, G. E. 2005. Volumetric 3D displays and application infrastructure.
- OTSUKA, R., HOSHINO, T., AND HORRY, Y. 2006. Transpost: A novel approach to the display and transmission of 360 degreesviewable 3D solid images.
- AGOCS, T., BALOGH, T., FORGACS, T., BETTIO, F., GOBBETTI, E., ZANETTI, G., AND BOUVIER, E. 2006. A large scale interactive holographic display.